# Garth Evans

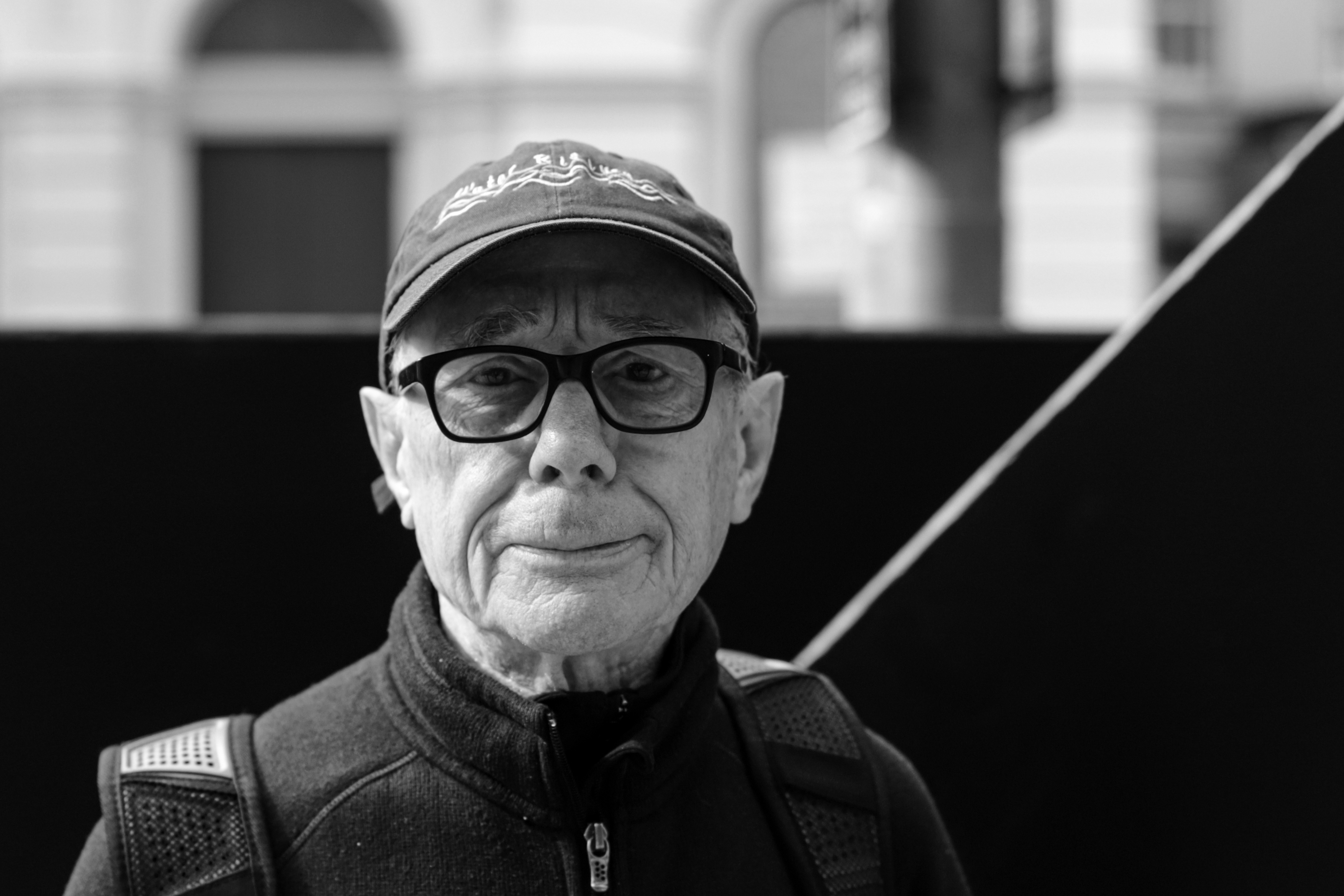
Garth Evans, 2020

Garth Evans (* 1934 in Cheshire) ist ein britischer Plastiker und emeritierter Professor.

## Leben und Werk
Garth Evans studierte an der Slade School of Fine Art in London bei Alfred Gerrard. Evans war Hochschullehrer am Central Saint Martins College of Art and Design. Mit Peter Kardia, Peter Harvey und Gareth Jones arbeitete er 1969 an dem pädagogischen Experiment „The Locked Room“, bei dem sich Studienanfänger, mit einem Arbeitsmaterial aber ohne jeglichen Arbeitsauftrag, einen Tag lang in einem geschlossenen Raum aufhielten. Er lehrte am Camberwell College of Arts, dem „Minneapolis College of Art and Design“ in Minneapolis, am Chelsea College of Art and Design London und der Yale University in New Haven (Connecticut). 1979 verließ Evans England und zog nach Amerika. Er war von 1988 bis zu seiner Emeritierung Professor an der „New York Studio School of Drawing, Painting and Sculpture“.
Als Plastiker und Professor schlug er den Bogen von der Generation Anthony Caros zu der Generation seiner Studenten, Tony Cragg, Richard Deacon, Antony Gormley und Bill Woodrow, von der abstrakten Skulptur der 60er Jahre zu der sogenannten Objekt Skulptur der 80er.
Evans arbeitet mit verschiedenen Materialien, darunter Fiberglas und Keramik. Bekannte Werkserien sind „12 Cones (White)“ von 1968 und „Frames (Echoes)“ aus den 70er Jahren.

## Ausstellungen (Auswahl)

### Einzelausstellungen
- 2013 Retrospektive Yorkshire Sculpture Park organisiert vom British Arts Council und kuratiert von Richard Deacon
- 2012 The Individual and Organization: Artist Placement Group 1966-1979, Raven Row, London

### Gruppenausstellungen
- 1996 American Academy Invitational Exhibition of Painting and Sculpture American Academy of Arts and Letters
- 1977 documenta 6, Kassel

## Sammlungen
Das Werk von Garth Evans befinden sich in zahlreichen öffentlichen und privaten Sammlungen in Australien, Brasilien, Portugal, USA und UK, im Museum of Modern Art, dem Metropolitan Museum of Art, dem Brooklyn Museum, der Arts Council Collection, dem British Museum, dem Victoria and Albert Museum und der Tate Gallery.

## Auszeichnungen
Garth Evans hat 18 Auszeichnungen erhalten, darunter ein Guggenheim-Stipendium, den Preise der Pollock-Krasner Foundation und des British Council Exhibitions Abroad Grant. 2010 wurde er zum Mitglied (N.A.) der National Academy of Design in New York gewählt.